# АК-19
АК-19 — российский автомат, созданный на основе АК-12 под калибр 5,56×45.
АК-19 входит в пятое поколение автоматов Калашникова, вместе с АК двухсотой серии, АК-РМО, АК-12, являясь вариантом последнего.

## История
Прямого заказа на разработку АК-19 не существовало, однако, в связи с востребованностью в мире такого автомата, Концерн Калашников начал инициативную разработку автомата. АК-19 разрабатывался под патрон 5,56×45 мм НАТО на базе АК-12 как экспортный вариант последнего.

## Описание
Являясь разработкой прямо связанной с АК-12 образца 2019 года (6П70М) и развитием АК-12 образца 2016 года (6П70), АК-19 обладает многими особенностями этих автоматов:
- автоматные магазины оснащены прозрачными вставками, через которые можно визуально определить количество патронов;
- под стволом возможна установка штык-ножа или 40-мм гранатомёта ГП-25, ГП-30, ГП-34 или других гранатомётов с таким же креплением.
- мушка открытого прицела расположена на газовом блоке, апертурный целик устанавливается на планку Пикатинни максимально близко к прикладу, имеет возможность введения боковых поправок;
- предохранитель/переводчик режимов огня 6Ч63.Сб11 имеет 4 положения (предохранитель — АВ (автоматический огонь) — 2 (отсечка очереди длительностью 2 выстрела) — ОД (одиночные)), а также имеет дополнительную «полочку» под указательный палец, обеспечивающую более удобное переключение режимов огня без изменения хвата стреляющей руки. Конструктивно предохранитель отличается от предыдущих вариантов. Теперь, сам флажок предохранителя не взаимодействует с выштамповками, фиксирующими переводчик в режимах огня, а выполняет только функции пылезащитной шторки, блокировки движения затворной рамы. Педаль под указательный палец, имеющая форму дуги с центром кривизны ниже предохранителя и с насечкой уменьшающей вероятность соскальзывания пальца, является частью флажка. На флажке с внутренней стороны на две клёпки крепится пластинчатая пружина с выштамповкой, которая и фиксирует положения предохранителя. При этом УСМ отличается от других АК с режимом отсечки очереди, обладая усовершенствованной и изменённой реализацией отсечки очереди поздних АК-103-2. При этом, в режиме стрельбы с отсечкой очереди, при отпускании спускового крючка до произведения 2 выстрелов (после одного), УСМ займёт положение взвода перед отсечкой, то есть при последующем нажатии на спусковой крючок повторится отсечка длительностью в три выстрела;
- крышка ствольной коробки и цевьё оснащены планками Пикатинни, которые сверху образуют единую линию, что обеспечивает удобную и повторяемую установку дневных и ночных прицелов различных типов;
- на цевье снизу имеется дополнительная планка Пикатинни для установки аксессуаров — передней рукояти, фонаря, лазерного указателя и т. п.. На ствольной накладке предусмотрена возможность установки боковых планок Пикатинни;
- крышка ствольной коробки для повышения жёсткости её крепления вставляется задней частью в пазы ствольной коробки и фиксируется поперечным штифтом в передней части;
- цевьё вывешено на ствольной коробке и не касается ствола, накладка на газовой трубке жёстко крепится на цевье и не ограничивает колебаний ствола;
- газовая трубка несъёмная, для её чистки извлекается передняя заглушка;
- Новый модульный телескопический шестипозиционный «Г-образный» приклад с улучшенной эргономикой с регулируемым по высоте затыльником приклада. Возможна установка модуля с регулируемой по высоте щекой и возможностью удержания «по-пулемётному», модуль устанавливается на рельсу в нижней части приклада (Приклад с таким модулем и щекой установлен на прототип РПЛ-20, приклад без модулей — на ППК-20), однако данная щека некомплектна. Новый приклад не обладает некоторыми проблемами предыдущего, но сохраняет другие: сохранился люфт в сложенном состоянии, но QD-антабка стандартная, а не уникальная. Втулка под крепление 6Ш124 находится в основании приклада и доступна как с левой, так и с правой стороны. В отличие от некоторых коммерческих моделей, данный приклад армирован и выдерживает отдачу ГП. Имеет прорезь для ремешка затыльника приклада, входящего в комплект ГП.
- Новая пистолетная рукоять. Её особенностями являются тот факт, что она соединена со спусковой скобой и тот факт, что кнопка извлечения пенала расположена под указательный палец, двусторонняя. Для извлечения пенала нет необходимости нажимать на обе стороны кнопки.
- Новый диоптрический целик. Его длина была в том числе уменьшена для того, чтобы была возможна установка комплекса коллиматорного прицела 1П87 с увеличителем 1П90 в пределах планки крышки ствольной коробки. Из-за изменённой конструкции, замена на щелевой целик невозможна. Диоптрический целик регулируется по горизонтали инструментом, при приведении автомата к нормальному бою. Регулировка по вертикали производится без инструмента.
- Разборный шомпол располагается внутри цевья.

Тем не менее, автомат имеет и отличия от АК-12:
- Шаг нарезов 178 мм;
- Вместо ДТК на автомате установлен несъёмный пламегаситель;
- УСМ не предусматривает режима стрельбы с отсечкой очереди длиной в два выстрела;
- ПМС АК-19 отличается от ПМС АК-12 как внешне, так и устройством.

## Характеристики
- Масса, кг — 3,35
- Калибр, мм — 5,56
- Патрон — 5,56×45
- Длина, мм — 940
- Начальная скорость пули, м/с — 940
- Скорострельность выстрелов/мин — 700
- Прицельная дальность, м — 1000